# IG Metall

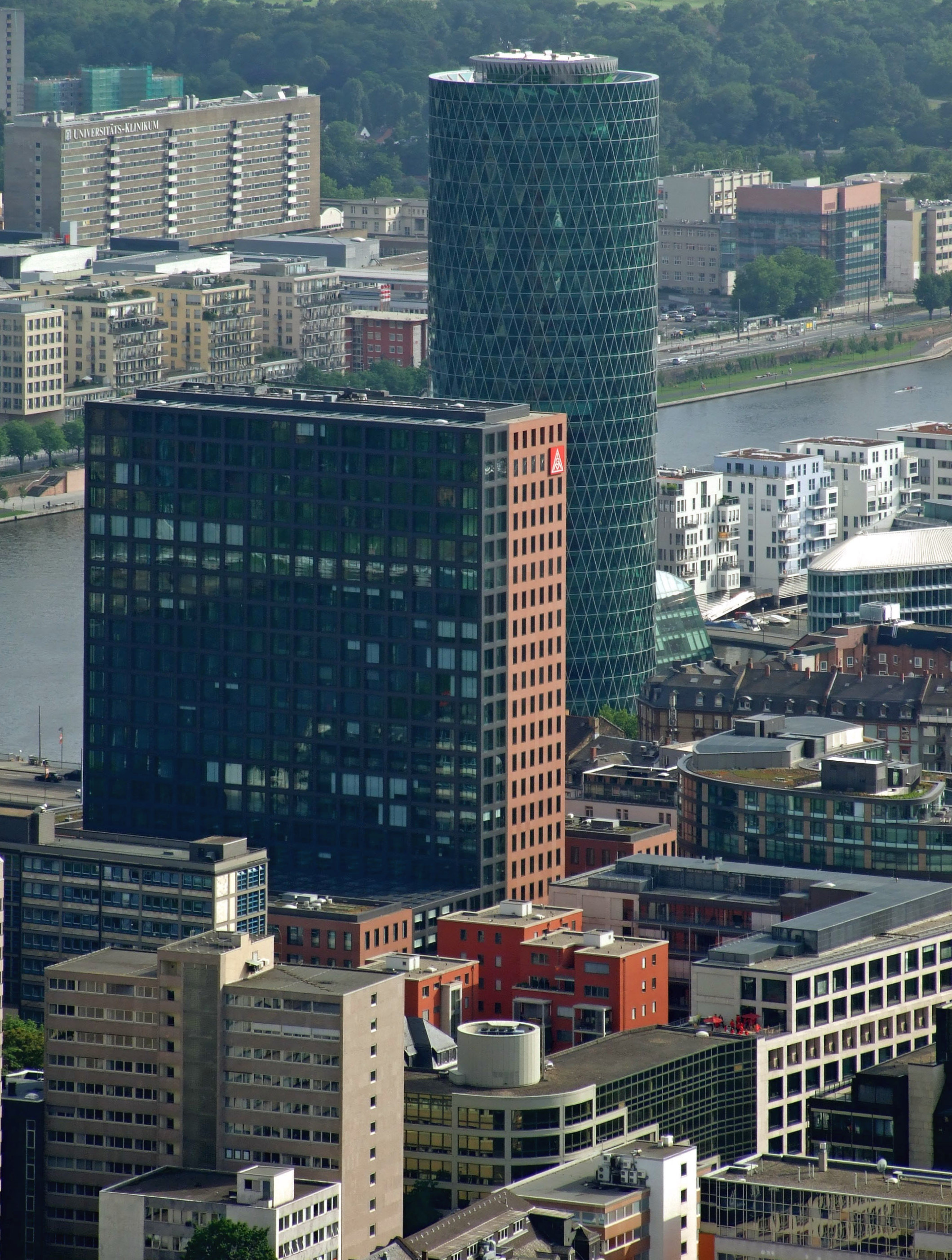
Siedziba władz IG Metall we Frankfurcie nad Menem

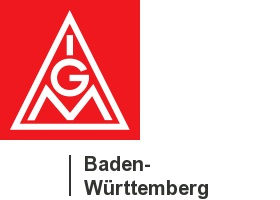
Logo związku – okręg Badenia-Wirtembergia

Industriegewerkschaft Metall (skrót IG Metall; pol. Przemysłowy Związek Zawodowy Metal) – niemiecki związek zawodowy z siedzibą we Frankfurcie n. Menem. Liczy 2,2 (2011) mln członków i tym samym jest obok ver.di największą samodzielną organizacją związkową na świecie. Jedna z ośmiu organizacji zrzeszonych w DGB.
IG Metall reprezentuje pracowników przemysłu metalowego, tekstylnego, drzewnego i tworzyw sztucznych.

## Przewodniczący IG Metall
Od 1948 do 1956 – dwaj równoprawni przewodniczący:
- 1948–1952 – Walter Freitag, najpierw przewodniczący w brytyjskiej strefie okupacyjnej, potem w Bizonii, a od 1949 – w całej Republice Federalnej Niemiec
- 1948–1956 – Hans Brümmer
- 1952–1956 – Otto Brenner wspólnie z Hansem Brümmerem

Od roku 1956 – jeden przewodniczący:
- 1956–1972 – Otto Brenner
- 1972–1983 – Eugen Loderer
- 1983–1986 – Hans Mayr
- 1986–1993 – Franz Steinkühler
- 1993–2003 – Klaus Zwickel
- 2003–2007 – Jürgen Peters
- 2007–2013 – Berthold Huber
- 2013–2015 – Detlef Wetzel
- 2015–obecnie – Jörg Hofmann